# Břetislav II van Bohemen
Břetislav II van Bohemen (circa 1060 - Zbečno, 22 december 1100) was van 1092 tot 1100 hertog van Bohemen.

## Levensloop
Hij was de oudste zoon van koning Vratislav II van Bohemen en prinses Adelheid van Hongarije. Het lange bewind van zijn vader was gekenmerkt door een lange concurrentiestrijd binnen de dynastie der Přemysliden. De oorzaak hiervan was het senioraatsprincipe, waarbij de Boheemse troon niet erfelijk was. Na de dood van Vratislav II in 1092, ging de Boheemse troon eerst naar zijn oom Koenraad I. Na acht maanden stierf Koenraad, waarna Břetislav II hertog van Bohemen werd.
Ook onder Brětislavs bewind bleef de concurrentiestrijd binnen zijn familie bestaan. Zo viel hij in 1099 met de hulp van Moravische troepen onder leiding van zijn halfbroer Bořivoj zijn neven Oldřich en Lutold aan, die daarna verjaagd werden. Břetislav wilde graag Bořivoj tot troonopvolger benoemen en hij vroeg aan keizer Hendrik IV om zijn halfbroer in leen Bohemen te geven. Op deze manier zette hij het senioraatsprincipe buitenspel, maar kon hij Bohemen ook meer invloed doen krijgen.
Als hertog probeerde Břetislav zijn rijk te verchristelijken. Hij liet alle niet-christelijke rituelen uit zijn rijk verbannen en verbood heidense begrafenissen en heidense dodenrituelen. Ook liet hij alle Oudkerkslavische kloosters in Bohemen sluiten en vervangen door Latijnse kloosters. Ook liet hij in 1098 alle joden in zijn rijk verbannen en confisqueerde hij hun eigendommen.
In 1094 huwde hij met Lukarta van Bogen. Ze kregen een zoon: 
- Břetislav (overleden in 1130), kwam in opstand tegen Soběslav I en werd daarna vermoord.

In december 1100 werd Břetislav vermoord. Toen hij terugkeerde van de jacht, werd hij door een ruiter met pijl-en-boog beschoten. Břetislav werd door de pijl geraakt en was op slag dood. Vermoedelijk ging het hier over een moord in opdracht. Hij werd opgevolgd door zijn halfbroer Bořivoj II.

## Voorouders
| Voorouders van Břetislav II van Bohemen | Voorouders van Břetislav II van Bohemen                                   | Voorouders van Břetislav II van Bohemen                                   | Voorouders van Břetislav II van Bohemen                                   | Voorouders van Břetislav II van Bohemen                                   |
| --------------------------------------- | ------------------------------------------------------------------------- | ------------------------------------------------------------------------- | ------------------------------------------------------------------------- | ------------------------------------------------------------------------- |
| Overgrootouders                         | Oldřich van Bohemen (970-1034) ∞ Božena (-)                               | Hendrik van Schweinfurt (950-1017) ∞ Gerberga van Gleiberg (970-1036)     | Vazul van Hongarije (975-1035) ∞ Katyn Anastasia van Bulgarije (978-1014) | Jaroslav de Wijze (978–1054) ∞ Ingegerd van Zweden (1001-1050)            |
| Grootouders                             | Břetislav I van Bohemen (1002-1055) ∞ Judith van Schweinfurt (1003-1058)  | Břetislav I van Bohemen (1002-1055) ∞ Judith van Schweinfurt (1003-1058)  | Andreas I van Hongarije (1014-1060) ∞ Anastasia van Kiev (1023-1074/96)   | Andreas I van Hongarije (1014-1060) ∞ Anastasia van Kiev (1023-1074/96)   |
| Ouders                                  | Vratislav II van Bohemen (1035-1092) ∞ Adelheid van Hongarije (1040-1062) | Vratislav II van Bohemen (1035-1092) ∞ Adelheid van Hongarije (1040-1062) | Vratislav II van Bohemen (1035-1092) ∞ Adelheid van Hongarije (1040-1062) | Vratislav II van Bohemen (1035-1092) ∞ Adelheid van Hongarije (1040-1062) |
| Břetislav II van Bohemen (1060-1100)    |                                                                           |                                                                           |                                                                           |                                                                           |